# Karatara
Karatara è un centro abitato sudafricano situato nella municipalità distrettuale di Eden nella provincia del Capo Occidentale, non lontano dalla città di Knysna.